# Tavna
Tavna je rijeka u sjeveroistočnoj Bosni. Većim dijelom teče usporedno s Piličkom rijekom. Teče kroz oba bh. entiteta. Izvire na Majevici sjeverno od Sapne i teče ka sjeveru. Između Starog Teočaka, Teočaka i Tursunovog Brda skreće ka sjeveroistoku. Na mjestu gdje se Grebenski potok ulijeva u nju skreće ka istoku. Velikim dijelom teče ka istoku. Kod Donje Krćine prima s juga pritok Domanu. Sve do Banjice i manastira Tavne teče istočno, gdje prvi put skreće ka jugoistoku, a od Delagića sasvim teče od sjeverozapada ka jugoistoku. Ulijeva se u rijeku Drinu kod Branjeva i Starog Sela. 